# María Teresa Dova

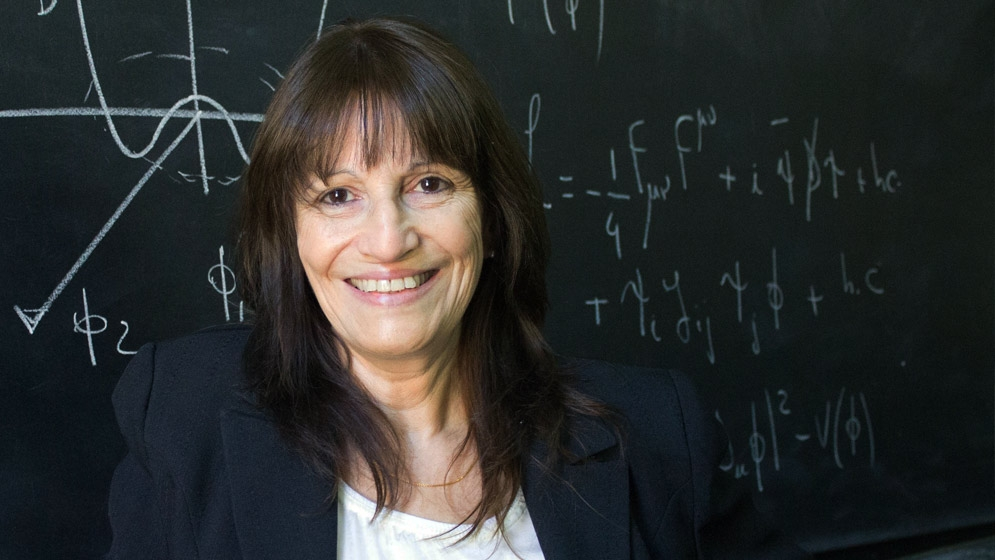
María Teresa Dova

María Teresa Dova (* 21. September 1959 in Buenos Aires) ist eine argentinische Physikerin, die sich vor allem im Bereich der Hochenergie- und Teilchenphysik einen Namen gemacht hat. Sie ist Professorin an der Universidad Nacional de La Plata und wird durch das Consejo Nacional de Investigaciones Científicas y Técnicas (CONICET) als leitende Forscherin (investigadora prinicipal) gefördert. Bekannt wurde sie insbesondere durch ihre führende Rolle beim Nachweis des Higgs-Bosons.

## Leben
María Teresa Dova studierte Physik an der Universidad Nacional de La Plata, wo sie 1983 den Abschluss Licenciado erlangte und 1988 im Bereich der kondensierten Materie promovierte. Kurz nach ihrer Promotion wechselte sie 1989 als Postdoktorandin am CERN in die experimentelle Hochenergiephysik, wo sie im L3-Experiment unter Leitung des Nobelpreisträgers Samuel Chao Chung Ting arbeitete. Als Postdoktorandin stieß sie auf geschlechtsspezifische Hindernisse; so wurde ihr zunächst eine Forschungschance verweigert, da sie mit Familie ins Ausland ziehen wollte, eine Entscheidung, die später zurückgenommen wurde.
Nach ihrer Rückkehr nach Argentinien im Jahr 1993 gründete Dova die Forschungsgruppe für experimentelle Hochenergiephysik am Instituto de Física La Plata. Außerdem lehrte sie als Assistant Professor für Physik an der Universidad Nacional de La Plata. 1994 wurde sie dort zur Professorin berufen.
Seit 1996 arbeitet sie zudem in der Astroteilchenphysik, insbesondere am Pierre-Auger-Observatorium, dessen Aufbau in Argentinien sie maßgeblich unterstützte. Von 2001 bis 2006 war sie Vorsitzende des Collaboration Board dieses Projekts. 2002 erhielt sie ein Guggenheim-Stipendium für ihre Studien auf dem Gebiet kosmischer Strahlung und experimenteller Hochenergiephysik. 2005 ermöglichte sie maßgeblich Argentiniens Teilnahme am internationalen CERN-Experiment ATLAS, das 2012 den Nachweis des Higgs-Bosons erbrachte.

## Wirken
Dovas wissenschaftliches Werk umfasst wesentliche Beiträge zur experimentellen Hochenergiephysik, insbesondere zum historischen Nachweis des Higgs-Bosons am CERN im Jahr 2012 durch den ATLAS-Detektor. Sie beschreibt diesen Moment als Höhepunkt ihrer wissenschaftlichen Karriere.
Sie widmet sich überdies der Erforschung der Dunklen Materie und setzt sich für eine stärkere Integration lateinamerikanischer Länder in internationale wissenschaftliche Netzwerke ein.
Neben ihrer Tätigkeit in der Grundlagenforschung ist Dova Fürsprecherin der Förderung junger Wissenschaftlerinnen und Wissenschaftler. Ihr Einsatz für die Sichtbarkeit und Integration argentinischer Forscherinnen und Forscher in internationale Kooperationen führte zu einer Stärkung Argentiniens als Standort für physikalische Spitzenforschung.
Dova wurde für ihre wissenschaftlichen Leistungen vielfach ausgezeichnet. Im Jahr 2008 wurde sie zur „Ciudadana Ilustre“ (Ehrenbürgerin) von La Plata ernannt und im selben Jahr als „Mujer destacada del año“ (herausragende Frau des Jahres) von der argentinischen Abgeordnetenkammer geehrt. 2025 erhielt sie den L’Oréal-UNESCO-Preis.